# علم ولاية وايومنغ

علم ولاية وايومنغ

اعتمد هذا العلم رسميا في ولاية وايومنغ في سنة 1917 ويظهر في العلم صورة لحيوان البايسن الأمريكي يتوسطه شعار الولاية على خلفية زرقاء يحيط بها إطار داخلي أبيض وخارجي أحمر.